# Proportionalitetsprincipen
Proportionalitetsprincipen är inom juridiken en princip som säger att åtgärder inte ska gå utöver det som är nödvändigt med hänsyn till ändamålet. Enligt denna princip vägs olika intressen mot varandra, till exempel samhällets krav på säkerhet mot individens rätt till personlig integritet. 
Proportionalitetsprincipen är en rättssäkerhetsprincip som innebär att det ska råda balans mellan mål och medel.

## Sverige
I Sverige har proportionalitetsprincipen länge betraktats som en grundläggande rättsprincip och har därför först i och med Förvaltningslagen (Sverige) (2017:900), 5 § blivit kodifierad. När Sverige gick med i Europeiska unionen 1995 började Fördraget om Europeiska unionen gälla även i Sverige. Där ställs krav på att proportionalitetsprincipen ska tillämpas när medlemsstaterna tillämpar EU-lagstiftning. Med anledning av detta började också Högsta förvaltningsdomstolen tillämpa proportionalitetsprincipen som rättspraxis. För att förtydliga att proportionalitetsprincipen ska gälla vid all offentlig förvaltning i Sverige valde regeringen att införa principen i den nya förvaltningslag som infördes 2017.
Exempel på när proportionalitetsprincipen kommit till uttryck är vid begäran vid domstol om informationsföreläggande enligt upphovsrättslagen då domstolen ska göra en intresseavvägning mellan kärandens intresse av att få tillgång till uppgifterna och svarandens intresse av skydd för sin integritet.
Ett annat exempel är medicinska körkortsåterkallelser, som förekommit åren 1972 till 2025, utan att någon proportionalitetsbedömning har gjorts. År 2025 gjordes en sådan bedömning, som visade att alla medicinska körkortsåterkallelser varit olagliga och endast byggde på felaktig rättspraxis. 
Ett exempel på när proportionalitetsprincipen tillämpats som praxis var när en rwandisk medborgare häktades i Sverige i avvaktan på utlämning till Rwanda. Den häktade var bland annat misstänkt för folkmord. Sedan regeringen beslutat att han skulle utlämnas överklagade han till Europadomstolen eftersom han ansåg att beslutet stred mot Europakonventionen. På begäran av Europadomstolen meddelade regeringen beslut om inhibition. Högsta domstolen beslöt, med hänvisning till proportionalitetsprincipen, att häva häktningen.
Ett exempel på praktisk tillämpning av proportionalitetsprincipen är Datainspektionens rapport om FRAs signalspaning.

## Europeiska unionen
I europeisk unionsrätt gäller ett proportionalitetstest som består av tre kriterier som alla ska vara uppfyllda för att åtgärden ska anses proportionell. 
Dessa är
- Åtgärden ska vara ägnad att tillgodose ändamålet.
- Åtgärden ska vara nödvändig för att uppnå ändamålet samtidigt som mindre inskränkande alternativ saknas.
- Fördel åtgärden tillgodoser ska stå i rimlig proportion till den skada som åtgärden kan orsaka för de berörda.

## Inom folkrätten
Inom folkrätten hänvisas ibland till proportionalitetsprincipen som i detta sammanhang betyder att risken för civilbefolkning ska vägas mot nyttan av ett angrepp på ett militärt mål. Övervägandet kan leda till att angriparen väljer en annan stridsmetod eller avstår från anfall.